# Джураева, Нурдия Гарифовна
Джураева Нурдия Гарифовна (тат. Җүрәева Нурдия Гариф кызы; 2 июня 1937 года, Казань) — хоровой дирижёр, педагог, музыкально-общественный деятель, заслуженный деятель искусств Татарской АССР (1986), заслуженный деятель искусств Российской Федерации (2003), народная артистка Республики Татарстан (1995).

## Биография
Джураева Нурдия Гарифовна родилась 2 июня 1937 года в Казани.
В 1964 году успешно окончила Казанскую государственную консерваторию, будущий хормейстер занималась в классе профессора С. А. Казачкова. Занималась педагогической работой в музыкальном училище.
С 1972 года работает преподавателем в Казанской государственной консерватории.
В 1981 году исполняла временно исполняла обязанности доцента кафедры хорового дирижирования и назначена деканом исполнительских факультетов Казанской консерватории.
В 1981—1982 и 1985—2005 годах является главным хормейстером Татарского театра оперы и балета.
В 1982-85 годы была в должности заместителя министра культуры Татарской АССР.
Нурдия Гарифовна внесла весомый вклад в общественную жизнь республики.
С 1987 года она является Председателем правления Музыкального общества Татарии.
1992-98 годы возглавила Правление Фонда культуры Республики Татарстан.
С 2006 года — хормейстер Татарского театра оперы и балета им. М. Джалиля.

## Почётные звания и награды
- Заслуженный деятель искусств Татарской АССР (1986)
- Народная артистка Республики Татарстан (1995)
- Заслуженный деятель искусств Российской Федерации (2003)
- Медаль «За доблестный труд» (14 июня 2007 года N УП-310, Татарстан)

## Театральные постановки
«Отелло» Верди, «Дон Паскуале» Доницетти, национальная рок-опера «Крик кукушки» Калимуллина, оперетты «Цыган-премьер» и «Сильва» Кальмана, кантата «Весна» Рахманинова, «Мессия» Генделя, «Реквием» Верди, «Свадьба Фигаро» и «Волшебная флейта» Моцарта, «Фальстаф» и «Набукко» Верди, а также оперы «Сююмбике» Мулюкова (концертное исполнение), «Любовь поэта» Ахияровой, «Джалиль» Жиганова на татарском языке.